# پناهگاه حق ارتفاق
پناهگاه حق ارتفاق (به انگلیسی: Easement refuge)، نوع خاصی از پناهگاه ملی حیات وحش است که تحت نظارت خدمات ماهی و حیات وحش ایالات متحده (FWS) قرار دارد. چنین پناهگاه‌هایی در زمین‌های دارای مالکیت خصوصی وجود دارد که قانون حق ارتفاق وضعیت آنها را تضمین می‌کند.